# Venus (film, 2006)
Pour les articles homonymes, voir Venus.
Pour plus de détails, voir Fiche technique et Distribution.
Venus, ou Vénus au Québec, est un film britannique réalisé par Roger Michell, sorti en 2006.

## Synopsis
Maurice et Ian sont deux anciens acteurs à succès, qui vont accueillir dans leurs vies la petite-nièce de Ian, Jessie.

## Fiche technique
- Titre : Venus
- Titre québécois : Vénus
- Réalisation : Roger Michell
- Scénario : Hanif Kureishi
- Production : Miles Ketley, Kevin Loader, Charles Moore, Tessa Ross et Scott Rudin
- Société de production : Miramax Films, Film4 + divers, UK Film Council et Free Range Films
- Société de distribution :  Buena Vista Pictures ;  Miramax Films
- Musique : Corinne Bailey Rae
- Photographie : Haris Zambarloukos
- Montage : Nicolas Gaster
- Décors : John Paul Kelly
- Costumes : Natalie Ward
- Pays d'origine :  Royaume-Uni
- Langue : anglais
- Format : Couleurs - 1,85:1 - Dolby Digital - 35 mm
- Genre : Comédie dramatique
- Durée : 95 minutes
- Date de sortie : 
  -  26 janvier 2006

## Distribution
Légende : Version Québécoise = VQ
- Peter O'Toole (VQ : Jean-Marie Moncelet) : Maurice
- Leslie Phillips (VQ : Claude Préfontaine) : Ian
- Beatrice Savoretti : Serveuse
- Philip Fox : Docteur
- Vanessa Redgrave (VQ : Élizabeth Chouvalidzé) : Valerie
- Richard Griffiths (VQ : Hubert Gagnon) : Donald
- Jodie Whittaker (VQ : Kim Jalabert) : Jessie

## Distinctions

### Récompenses
- British Independent Film Awards : meilleur acteur dans un rôle secondaire (Leslie Phillips)
- Humanitas Prize : meilleur film (Hanif Kureishi)

### Nominations
- Oscars du cinéma : meilleur acteur dans un rôle principal (Peter O'Toole)
- BAFTA Awards : meilleur acteur dans un rôle principal (Peter O'Toole) et meilleur acteur dans un rôle secondaire (Leslie Phillips)
- British Independent Film Awards : meilleur acteur (Peter O'Toole), meilleure actrice dans un rôle secondaire (Vanessa Redgrave), meilleur scénario (Hanif Kureishi) et meilleur espoir à l'écran (Jodie Whittaker)
- Critics Choice Awards : meilleur acteur (Peter O'Toole)
- Chicago Film Critics Association Awards : meilleur acteur (Peter O'Toole)
- Golden Globes : meilleur acteur dans un drame (Peter O'Toole)
- London Critics Circle Film Awards : espoir britannique de l'année (Jodie Whittaker) et acteur britannique dans un rôle secondaire de l'année (Leslie Phillips)
- Online Film Critics Society Awards : meilleur acteur (Peter O'Toole)
- Satellite Awards : meilleur film, meilleur acteur (Peter O'Toole) et meilleur espoir à l'écran (Jodie Whittaker)
- Screen Actors Guild Awards : meilleur acteur dans un rôle principal (Peter O'Toole)